# Moldegård
Moldegård est une ancienne ferme située à Molde. Aujourd'hui, seul le bâtiment principal, un manoir du XVIIe siècle avec des ailes datant du XVIIIe siècle ainsi qu'un silo à grain sont encore préservés.
À l'origine, la ferme s'appelait Molde. Au XVIIe siècle, la ferme de Molde est devenue la maison de l'officier commandant la Compagnie du Romsdal. Le capitaine Johan Fredrik von Beverlov, a acheté la ferme vers 1677 pour s'y installer. C'est à ce moment-là que fut ajouté le suffixe -gård afin de différencier la ferme de la ville qui était alors en pleine expansion. 
La ferme était au cadastre de l'ancienne commune de Bolsøy et ce jusqu'à la fusion de Bolsøy avec Molde en 1964.